# Iñaki Artola
Iñaki Artola Izagirre, llamado Artola (Alegría de Oria, Guipúzcoa, 28 de julio de 1994), es un pelotari español de pelota vasca en la modalidad de mano, juega en la posición de delantero.

## Palmarés
- Campeón del Cuatro y Medio de promoción, 2014

## Final del Cuatro y Medio de 2.ª categoría
| Año  | Campeón | Subcampeón | Tanteo | Frontón   |
| ---- | ------- | ---------- | ------ | --------- |
| 2014 | Artola  | Altuna III | 22-8   | Atano III |